# Handley Page Type X
El Handley Page Type X (más tarde denominado HP.20) fue una modificación experimental monoplano de un Airco DH.9A, construida para estudiar los slots controlables y los alerones ranurados como dispositivos de alta sustentación. Fue el primer avión en volar con slots controlables.

## Diseño y desarrollo
Frederick Handley Page obtuvo su patente maestra de los slots controlables del borde de ataque de un avión el 24 de octubre de 1919. Él sabía que el coeficiente de sustentación de todas las alas se incrementaba linealmente hasta que se aproximaban a la pérdida, luego descendía acusadamente; argumentó que si la pérdida podía retrasarse, se podían alcanzar mayores coeficientes de sustentación. En Alemania, Gustav Lachmann tuvo la misma idea, aunque él buscaba evitar los peligros de la entrada en pérdida. En lugar de entrar en litigios, se alcanzó un acuerdo en el que Lachmann, trabajando con Ludwig Prandtl en el túnel de viento avanzado de Goettingen, actuaba como asesor de Handley Page. Lachmann oyó hablar de los trabajos de Handley Page cuando modificaron un DH.9A estándar con slots fijos y lo mostraron dramáticamente en el aeródromo de Handley Page en Cricklewood el 21 de octubre de 1920. Esta máquina fue designada retrospectivamente como HP.17. El primer avión con slots controlables por el piloto, diseñado por Handley Page y probado en el túnel de viento por Lachmann, fue llamado X.4B en la notación contemporánea de la compañía, pero fue designado retrospectivamente como HP.20. El Ministerio del Aire cubrió los gastos.
Como el HP.17, el aparato usaba el motor, el fuselaje y el empenaje del DH.9A, pero estaba equipado con un ala enteramente nueva. El X.4B era un monoplano de ala alta, usando una gruesa ala con borde de ataque recto, pero trapezoidal en el borde de fuga. Era una estructura en semivoladizo atornillada a unos pequeños soportes en cabaña sobre el fuselaje y arriostrada a los larguerillos inferiores del mismo por un par de soportes muy verticales a cada lado. La pesadez de las primeras estructuras de alas en voladizo se puede ver si se compara el peso cargado del X.4B (2950 kg) respecto al mismo de un biplano DH.9A estándar (2106 kg, incluyendo combustible para más de 5 horas de vuelo y una carga de 208 kg de bombas). La superficie inferior era plana y el borde frontal estaba recortado para permitir que los slats de envergadura total, cuando estuvieran cerrados, formaran el verdadero borde de ataque. Los slats estaban abisagrados por delante del ala y en sus bordes de ataque; su rotación formaba los slots. Además, se abrían huecos por delante de los alerones cuando estaban bajados. Esto se conseguía a través de una ranura en el ala justo por delante de la bisagra del alerón, estrechándose hacia la superficie superior.
Las envergaduras y superficies alares del DH.9A y del X.4B eran casi las mismas, por lo que la cuerda del ala del monoplano era alrededor del doble que la del biplano. Como resultado, el borde de fuga se extendía por detrás de la cabina del piloto del DH.9A, y, por ello, el X.4B se volaba desde el que había sido el puesto del artillero. Existía un pequeño corte en el borde de fuga para mejorar la visibilidad del piloto. Como no había ala superior para llevar el combustible, el X.4B poseía un depósito cilíndrico de extremos ligeramente redondeados montado en alto por encima de la sección central, que proporcionaba alimentación por gravedad. Debido a que se ejecutaban altos ángulos de ataque al aterrizar y despegar con los slots abiertos, el tren de aterrizaje fue alargado, como se había hecho en el HP.17. Existía un indicador de dirección del flujo montado en una pequeña pértiga que se proyectaba por delante del ala de estribor.
El X.4B voló por primera vez con los slots cerrados el 24 de febrero de 1921 en Cricklewood. Alrededor de un mes más tarde, estaba volando con slots controlables. En una prueba, aterrizó a 69 km/h con una carga alar de 54 kg/m2, casi la misma que la de un Cessna 152. Esto corresponde a un coeficiente de sustentación de 1,17. Las cargas aerodinámicas hacían a los slats difíciles de operar con fiabilidad. Después de las pruebas del fabricante, el Ministerio del Aire estuvo de acuerdo en aceptar el avión, pero el piloto del mismo realizó un aterrizaje duro en Cricklewood durante los vuelos de aceptación, y el X.4B permaneció allí en reparación hasta su entrega final en febrero de 1922.

## Especificaciones
Referencia datos: Barnes y James, 1987

### Características generales
- Tripulación: Uno (piloto)
- Longitud: 9,2 m (30 ft)
- Envergadura: 14,5 m (47,6 ft)
- Superficie alar: 46,4 m² (499,5 ft²)
- Peso cargado: 2950 kg (6501,8 lb)
- Planta motriz: 1× motor lineal V12 refrigerado por agua Liberty 12-N.
  - Potencia: 300 kW (414 HP; 408 CV)

## Aeronaves relacionadas

### Desarrollos relacionados
- Airco DH.9A

### Secuencias de designación
- Secuencia Alfabética (interna de Handley Page): ← Type Ta - Type V - Type W - Type X
- Secuencia HP._ (interna de Handley Page): ← HP.17 - HP.18 - HP.19 - HP.20 - HP.21 - HP.22 - HP.23 →